# اچ‌ام‌اس ترون (ان۱۱)
اچ‌ام‌اس ترون (ان۱۱) (به انگلیسی: HMS Thorn (N11)) یک زیردریایی بود که طول آن ۲۷۵ فوت (۸۴ متر) بود. این زیردریایی در سال ۱۹۴۱ ساخته شد.